# Miguel de Salinas
Miguel de Salinas (Zaragoza, c. 1490-Zaragoza, 5 de marzo de 1567) fue un religioso y humanista español del siglo XVI.

## Biografía
Es poco lo que sabe de su vida. Se sabe que nació en Zaragoza y que estudió Artes, Humanidades y Teología en la Real Capilla de Fernando el Católico en la misma ciudad.
Con 21 años ingresó en el convento de jerónimos de Santa Engracia, en Zaragoza. El convento era en la época un centro intelectual de primer orden; Miguel de Salinas coincidió en Santa Engracia con el prior Juan de la Regla, teólogo por la Universidad de Salamanca y profundo conocedor del griego y el hebreo, y con Pedro de la Vega, traductor de Tito Livio y autor del Flos sanctorum.
Con 31 años alcanzó el cargo de maestro de novicios, que mantuvo durante 35 años. En 1557 fue nombrado vicario. Falleció en el convento el 5 de marzo de 1567.

## Obra

### Rethorica en lengua Castellana

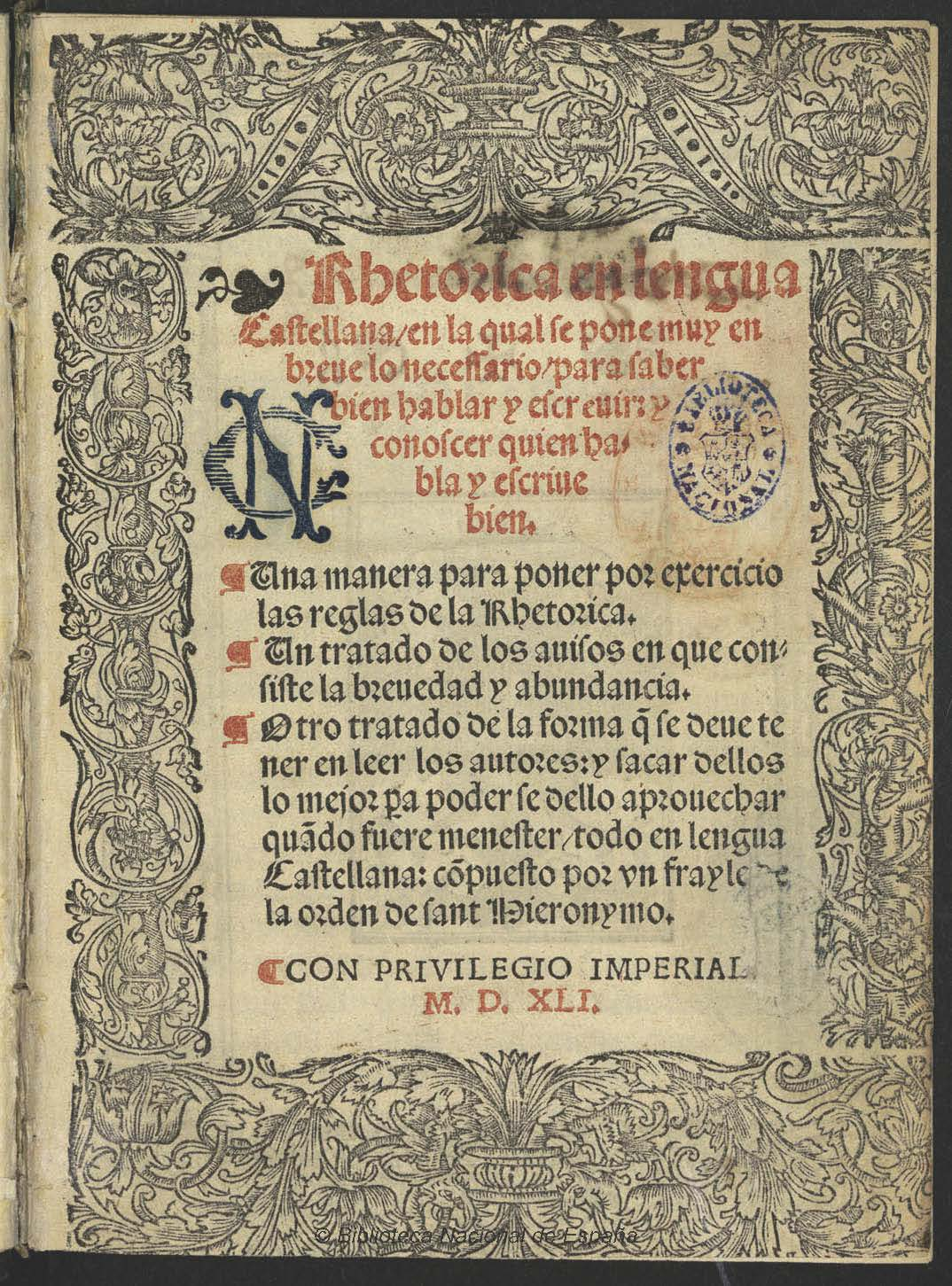
Portada de Rhetorica en lengua Castellana (1541)

Su Rhetorica en lengua Castellana, posiblemente su obra más importante, es el primer tratado de retórica publicado en español y probablemente en lengua vulgar: «[...] He sido el primero que pensó y puso por obra de comunicar a los españoles una muy alta sciencia y provechosa como es la de bien hablar y escreuir». La obra se publicó de forma anónima en Alcalá de Henares en 1541. Junto con la Gramática castellana de Antonio de Nebrija y la carta de Carlos I al papa Pablo III, en la que se eleva la lengua vulgar a lengua diplomática, convierten el castellano en lengua de prestigio, de ciencia y filosofía, al nivel del latín.
Rhetorica fue escrito pensando en sus alumnos, un texto de enseñanza de retórica para que los futuros religioso mejoraran su oratoria, por lo que denota una cierta falta de originalidad y una sencillez y claridad que lo relacionan con el renacimiento y humanistas como Valdés o Vives. El libro se mantiene fiel a las ideas de Antonio de Nebrija en Artis rhetoricae compendiosa coaptatio (1529), pero ampliando con ideas de Erasmo (1466-1536), Jorge de Trebisonda (1395-1486) y Hermógenes (ca. 160-ca. 225). Trata todos los temas habituales en la época en torno a la retórica: su definición y su finalidad; sus géneros; sus componentes; las figuras retóricas; etc.

### Tratado para saber bien leer y escreuir
Antes de su Libro apologético, Salinas escribió unas reglas ortográficas del castellano pasa sus alumnos, que se organiza en dos partes: una primera en castellano sobre la lectura y escritura del latín y una segunda sobre las reglas ortológicas ortográficas del castellano.

### Libro apologético
Su segunda obra de importancia fue el Libro apologético, en la que reconoció su autoría de Rhetorica. El libro es una ortografía que, esta vez, se opone a la de Nebrija ya que «[...] desestima los criterios ortológicos para la elaboración de la teoría ortográfica en favor del uso lingüístico.»
Está dividido en tres partes:
1. Primera parte de la Ortografía, y origen de los lenguages
2. [...] en la qval se trata del vso de hablar, y de cantidad, orthographía, acento y pronunciaciones en diciones estrangeras con otras cosas
3. [...] en la qval se trata de orthographía y pronunciación de muchas diciones. Y cómo la .i. haze sýllaba con la vocal siguiente en diciones estrangeras con vna qüestión si la .u. tras .q. suena

### Lista de obras
- Rhetórica en lengua castellana en la qual se pone muy en breue lo necesario para saber bien hablar y escreuir y conocer quien habla y escriue bien. Una manera para poner por exercicio las reglas de la Rhetórica. Un tratado de los auisos en que consiste la breuedad y abundancia. Otro tratado de la forma que se deue tener en leer los autores y sacar dellos lo mejor para poder se dello aprouechar quando fuere menester todo en lengua castellana, Juan de Brocar, Alcalá de Henares, 1541.[2]
- Tratado para saber bien leer y escreuir pronunciar y cantar letra assí en latín como en romance, Pedro Bernuz, Zaragoza, 1551.[2]
- Libro apologético que defiende la buena y docta pronunciación que guardaron los antiguos en muchos vocablos y accentos, con las razones que tuuieron y ay para se tener, que fue buena y sabia, y no ignorante ni mala, según que algunos de los modernos han reprehendido y condenado: contiene también muchos auisos y doctrina para los que professan esta facultad, han lo visto y aprouado muchos doctíssimos varones, afirman que del se saca mucha erudición, Pedro de Robles y Francisco Cormellas, Alcalá de Henares, 1563.[2]